# Piece by Piece (Katie Melua)
Piece by Piece is het tweede studioalbum van de in Georgië geboren Britse zangeres Katie Melua. Het album werd uitgebracht op 23 september 2005. De cd piekte 11 weken op nummer 1 in de Nederlandse Album Top 100 en werd, ondanks dat het pas enkele maanden uit was, het bestverkochte album van 2005. Piece by Piece was in Nederland met meer dan 400.000 exemplaren ook de bestverkochte plaat van het decennium 2000-2009.

## Geschiedenis
Melua werkte voor het album opnieuw samen met tekstschrijver en producer Mike Batt. De zangeres bedacht de titel omdat het album 'beetje bij beetje' is gemaakt tijdens Melua's wereldtour na haar doorbraak in 2003. De singles Spider's Web en Thank You, Stars waren al klaar maar hadden het album Call of the Search niet gehaald. De eerste was 'te rocky' en de tweede werd geschrapt omdat er al te veel singles van de hand van Batt op Call of the Search stonden. Nine Million Bicycles, het bekendste nummer van het album, bedacht Batt toen hij en Melua voor een optreden in Peking waren.
Op een speciale bonuseditie die ruim een jaar na de release van Piece by Piece verscheen, staan drie extra nummers waarvan alleen It's Only Pain een nieuw nummer van Melua is. De overige twee, Lucy in the Sky with Diamonds en Sometimes When I'm Dreaming zijn covers van respectievelijk The Beatles en Agnetha Fältskog. De nieuwe editie zorgde ervoor dat Piece by Piece opnieuw de top 3 van de albumlijst bereikte. In aanloop naar kerst 2006 werd Shy Boy uitgebracht met daarop een cover van de kerstklassieker Have Yourself a Merry Little Christmas van Judy Garland.

### Ontvangst
Het album werd in navolging van Melua's debuut Call of the Search een hit. Al een week na de release waren van de cd meer dan 120.000 exemplaren verkocht in Groot-Brittannië. Het album debuteerde daar op de eerste plaats. In Nederland moest Melua twee weken wachten voordat ze haar eerste nummer 1-hit scoorde. In totaal bracht ze elf weken door op de eerste plaats. Daarmee staat ze op een gedeeld negentiende plaats in de lijst van meeste weken op nummer 1.
Na twee jaar werd de plaat overgezet naar de toenmalige Backcatalogue Top 50, een lijst voor albums die minimaal twee jaar oud zijn. Daar stond de plaat nog eens zeventien weken aan kop. Opvallend genoeg heeft Piece by Piece door deze overplaatsing nooit lager gestaan dan plaats 52 in de Album Top 100.

## Afspeellijst
| Nr. | Titel                     | Schrijver(s)                                                            | Duur |
| --- | ------------------------- | ----------------------------------------------------------------------- | ---- |
| 1.  | Shy Boy                   | Mike Batt                                                               | 3:22 |
| 2.  | Nine Million Bicycles     | Batt                                                                    | 3:15 |
| 3.  | Piece by Piece            | Katie Melua                                                             | 3:24 |
| 4.  | Halfway Up The Hindu Kush | Melua/Batt                                                              | 3:06 |
| 5.  | Blues in the Night        | Harold Arlen, Johnny Mercer                                             | 4:12 |
| 6.  | Spider's Web              | Melua                                                                   | 3:58 |
| 7.  | Blue Shoes                | Batt                                                                    | 4:39 |
| 8.  | On The Road Again         | Floyd Jones, Alan Wilson                                                | 4:38 |
| 9.  | Thank you, Stars          | Batt                                                                    | 3:39 |
| 10. | Just Like Heaven          | Robert Smith, Porl Thompson, Simon Gallup, Lol Tolhurst, Boris Williams | 3:35 |
| 11. | I Cried for You           | Melua                                                                   | 3:38 |
| 12. | I Do Believe In Love      | Melua                                                                   | 3:00 |

## Hitnotering
| "Piece by Piece" in de Nederlandse Album Top 100 - binnen: 01-10-2005 | "Piece by Piece" in de Nederlandse Album Top 100 - binnen: 01-10-2005 | "Piece by Piece" in de Nederlandse Album Top 100 - binnen: 01-10-2005 | "Piece by Piece" in de Nederlandse Album Top 100 - binnen: 01-10-2005 | "Piece by Piece" in de Nederlandse Album Top 100 - binnen: 01-10-2005 | "Piece by Piece" in de Nederlandse Album Top 100 - binnen: 01-10-2005 | "Piece by Piece" in de Nederlandse Album Top 100 - binnen: 01-10-2005 | "Piece by Piece" in de Nederlandse Album Top 100 - binnen: 01-10-2005 | "Piece by Piece" in de Nederlandse Album Top 100 - binnen: 01-10-2005 | "Piece by Piece" in de Nederlandse Album Top 100 - binnen: 01-10-2005 | "Piece by Piece" in de Nederlandse Album Top 100 - binnen: 01-10-2005 | "Piece by Piece" in de Nederlandse Album Top 100 - binnen: 01-10-2005 | "Piece by Piece" in de Nederlandse Album Top 100 - binnen: 01-10-2005 | "Piece by Piece" in de Nederlandse Album Top 100 - binnen: 01-10-2005 | "Piece by Piece" in de Nederlandse Album Top 100 - binnen: 01-10-2005 | "Piece by Piece" in de Nederlandse Album Top 100 - binnen: 01-10-2005 | "Piece by Piece" in de Nederlandse Album Top 100 - binnen: 01-10-2005 | "Piece by Piece" in de Nederlandse Album Top 100 - binnen: 01-10-2005 | "Piece by Piece" in de Nederlandse Album Top 100 - binnen: 01-10-2005 | "Piece by Piece" in de Nederlandse Album Top 100 - binnen: 01-10-2005 | "Piece by Piece" in de Nederlandse Album Top 100 - binnen: 01-10-2005 | "Piece by Piece" in de Nederlandse Album Top 100 - binnen: 01-10-2005 | "Piece by Piece" in de Nederlandse Album Top 100 - binnen: 01-10-2005 | "Piece by Piece" in de Nederlandse Album Top 100 - binnen: 01-10-2005 | "Piece by Piece" in de Nederlandse Album Top 100 - binnen: 01-10-2005 | "Piece by Piece" in de Nederlandse Album Top 100 - binnen: 01-10-2005 | "Piece by Piece" in de Nederlandse Album Top 100 - binnen: 01-10-2005 | "Piece by Piece" in de Nederlandse Album Top 100 - binnen: 01-10-2005 | "Piece by Piece" in de Nederlandse Album Top 100 - binnen: 01-10-2005 | "Piece by Piece" in de Nederlandse Album Top 100 - binnen: 01-10-2005 |
| Week                                                                  | 01                                                                    | 02                                                                    | 03                                                                    | 04                                                                    | 05                                                                    | 06                                                                    | 07                                                                    | 08                                                                    | 09                                                                    | 10                                                                    | 11                                                                    | 12                                                                    | 13                                                                    | 14                                                                    | 15                                                                    | 16                                                                    | 17                                                                    | 18                                                                    | 19                                                                    | 20                                                                    | 21                                                                    | 22                                                                    | 23                                                                    | 24                                                                    | 25                                                                    | 26                                                                    | 27                                                                    | 28                                                                    | 29                                                                    |
| --------------------------------------------------------------------- | --------------------------------------------------------------------- | --------------------------------------------------------------------- | --------------------------------------------------------------------- | --------------------------------------------------------------------- | --------------------------------------------------------------------- | --------------------------------------------------------------------- | --------------------------------------------------------------------- | --------------------------------------------------------------------- | --------------------------------------------------------------------- | --------------------------------------------------------------------- | --------------------------------------------------------------------- | --------------------------------------------------------------------- | --------------------------------------------------------------------- | --------------------------------------------------------------------- | --------------------------------------------------------------------- | --------------------------------------------------------------------- | --------------------------------------------------------------------- | --------------------------------------------------------------------- | --------------------------------------------------------------------- | --------------------------------------------------------------------- | --------------------------------------------------------------------- | --------------------------------------------------------------------- | --------------------------------------------------------------------- | --------------------------------------------------------------------- | --------------------------------------------------------------------- | --------------------------------------------------------------------- | --------------------------------------------------------------------- | --------------------------------------------------------------------- | --------------------------------------------------------------------- |
| Nummer                                                                | 2                                                                     | 2                                                                     | 1                                                                     | 1                                                                     | 3                                                                     | 2                                                                     | 2                                                                     | 2                                                                     | 2                                                                     | 1                                                                     | 1                                                                     | 1                                                                     | 1                                                                     | 1                                                                     | 1                                                                     | 1                                                                     | 1                                                                     | 1                                                                     | 3                                                                     | 4                                                                     | 3                                                                     | 2                                                                     | 4                                                                     | 5                                                                     | 6                                                                     | 5                                                                     | 8                                                                     | 9                                                                     | 13                                                                    |
| Week                                                                  | 30                                                                    | 31                                                                    | 32                                                                    | 33                                                                    | 34                                                                    | 35                                                                    | 36                                                                    | 37                                                                    | 38                                                                    | 39                                                                    | 40                                                                    | 41                                                                    | 42                                                                    | 43                                                                    | 44                                                                    | 45                                                                    | 46                                                                    | 47                                                                    | 48                                                                    | 49                                                                    | 50                                                                    | 51                                                                    | 52                                                                    | 53                                                                    | 54                                                                    | 55                                                                    | 56                                                                    | 57                                                                    | 58                                                                    |
| Nummer                                                                | 11                                                                    | 13                                                                    | 14                                                                    | 14                                                                    | 9                                                                     | 15                                                                    | 12                                                                    | 11                                                                    | 14                                                                    | 16                                                                    | 18                                                                    | 18                                                                    | 19                                                                    | 18                                                                    | 20                                                                    | 19                                                                    | 20                                                                    | 23                                                                    | 27                                                                    | 25                                                                    | 32                                                                    | 42                                                                    | 47                                                                    | 9                                                                     | 4                                                                     | 4                                                                     | 3                                                                     | 13                                                                    | 13                                                                    |
| Week                                                                  | 59                                                                    | 60                                                                    | 61                                                                    | 62                                                                    | 63                                                                    | 64                                                                    | 65                                                                    | 66                                                                    | 67                                                                    | 68                                                                    | 69                                                                    | 70                                                                    | 71                                                                    | 72                                                                    | 73                                                                    | 74                                                                    | 75                                                                    | 76                                                                    | 77                                                                    | 78                                                                    | 79                                                                    | 80                                                                    | 81                                                                    | 82                                                                    | 83                                                                    | 84                                                                    | 85                                                                    | 86                                                                    | 87                                                                    |
| Nummer                                                                | 19                                                                    | 29                                                                    | 38                                                                    | 32                                                                    | 28                                                                    | 22                                                                    | 20                                                                    | 23                                                                    | 20                                                                    | 23                                                                    | 22                                                                    | 33                                                                    | 24                                                                    | 37                                                                    | 20                                                                    | 17                                                                    | 19                                                                    | 20                                                                    | 26                                                                    | 26                                                                    | 27                                                                    | 29                                                                    | 28                                                                    | 39                                                                    | 40                                                                    | 34                                                                    | 27                                                                    | 33                                                                    | 30                                                                    |
| Week                                                                  | 88                                                                    | 89                                                                    | 90                                                                    | 91                                                                    | 92                                                                    | 93                                                                    | 94                                                                    | 95                                                                    | 96                                                                    | 97                                                                    | 98                                                                    | 99                                                                    | 100                                                                   | 101                                                                   | 102                                                                   | 103                                                                   | 104                                                                   |                                                                       |                                                                       |                                                                       |                                                                       |                                                                       |                                                                       |                                                                       |                                                                       |                                                                       |                                                                       |                                                                       |                                                                       |
| Nummer                                                                | 38                                                                    | 44                                                                    | 45                                                                    | 46                                                                    | 48                                                                    | 52                                                                    | 38                                                                    | 12                                                                    | 37                                                                    | 29                                                                    | 24                                                                    | 17                                                                    | 21                                                                    | 21                                                                    | 18                                                                    | 19                                                                    | 22                                                                    | uit                                                                   |                                                                       |                                                                       |                                                                       |                                                                       |                                                                       |                                                                       |                                                                       |                                                                       |                                                                       |                                                                       |                                                                       |

| "Piece by Piece" in de Vlaams Ultratop 200 - binnen: 15-10-2005 | "Piece by Piece" in de Vlaams Ultratop 200 - binnen: 15-10-2005 | "Piece by Piece" in de Vlaams Ultratop 200 - binnen: 15-10-2005 | "Piece by Piece" in de Vlaams Ultratop 200 - binnen: 15-10-2005 | "Piece by Piece" in de Vlaams Ultratop 200 - binnen: 15-10-2005 | "Piece by Piece" in de Vlaams Ultratop 200 - binnen: 15-10-2005 | "Piece by Piece" in de Vlaams Ultratop 200 - binnen: 15-10-2005 | "Piece by Piece" in de Vlaams Ultratop 200 - binnen: 15-10-2005 | "Piece by Piece" in de Vlaams Ultratop 200 - binnen: 15-10-2005 | "Piece by Piece" in de Vlaams Ultratop 200 - binnen: 15-10-2005 | "Piece by Piece" in de Vlaams Ultratop 200 - binnen: 15-10-2005 | "Piece by Piece" in de Vlaams Ultratop 200 - binnen: 15-10-2005 | "Piece by Piece" in de Vlaams Ultratop 200 - binnen: 15-10-2005 | "Piece by Piece" in de Vlaams Ultratop 200 - binnen: 15-10-2005 | "Piece by Piece" in de Vlaams Ultratop 200 - binnen: 15-10-2005 | "Piece by Piece" in de Vlaams Ultratop 200 - binnen: 15-10-2005 | "Piece by Piece" in de Vlaams Ultratop 200 - binnen: 15-10-2005 | "Piece by Piece" in de Vlaams Ultratop 200 - binnen: 15-10-2005 | "Piece by Piece" in de Vlaams Ultratop 200 - binnen: 15-10-2005 | "Piece by Piece" in de Vlaams Ultratop 200 - binnen: 15-10-2005 | "Piece by Piece" in de Vlaams Ultratop 200 - binnen: 15-10-2005 | "Piece by Piece" in de Vlaams Ultratop 200 - binnen: 15-10-2005 | "Piece by Piece" in de Vlaams Ultratop 200 - binnen: 15-10-2005 | "Piece by Piece" in de Vlaams Ultratop 200 - binnen: 15-10-2005 | "Piece by Piece" in de Vlaams Ultratop 200 - binnen: 15-10-2005 | "Piece by Piece" in de Vlaams Ultratop 200 - binnen: 15-10-2005 | "Piece by Piece" in de Vlaams Ultratop 200 - binnen: 15-10-2005 | "Piece by Piece" in de Vlaams Ultratop 200 - binnen: 15-10-2005 | "Piece by Piece" in de Vlaams Ultratop 200 - binnen: 15-10-2005 | "Piece by Piece" in de Vlaams Ultratop 200 - binnen: 15-10-2005 |
| Week                                                            | 01                                                              | 02                                                              | 03                                                              | 04                                                              | 05                                                              | 06                                                              | 07                                                              | 08                                                              | 09                                                              | 10                                                              | 11                                                              | 12                                                              | 13                                                              | 14                                                              | 15                                                              | 16                                                              | 17                                                              | 18                                                              | 19                                                              | 20                                                              | 21                                                              | 22                                                              | 23                                                              | 24                                                              | 25                                                              | 26                                                              | 27                                                              | 28                                                              | 29                                                              |
| --------------------------------------------------------------- | --------------------------------------------------------------- | --------------------------------------------------------------- | --------------------------------------------------------------- | --------------------------------------------------------------- | --------------------------------------------------------------- | --------------------------------------------------------------- | --------------------------------------------------------------- | --------------------------------------------------------------- | --------------------------------------------------------------- | --------------------------------------------------------------- | --------------------------------------------------------------- | --------------------------------------------------------------- | --------------------------------------------------------------- | --------------------------------------------------------------- | --------------------------------------------------------------- | --------------------------------------------------------------- | --------------------------------------------------------------- | --------------------------------------------------------------- | --------------------------------------------------------------- | --------------------------------------------------------------- | --------------------------------------------------------------- | --------------------------------------------------------------- | --------------------------------------------------------------- | --------------------------------------------------------------- | --------------------------------------------------------------- | --------------------------------------------------------------- | --------------------------------------------------------------- | --------------------------------------------------------------- | --------------------------------------------------------------- |
| Nummer                                                          | 63                                                              | 45                                                              | 40                                                              | 26                                                              | 14                                                              | 20                                                              | 22                                                              | 19                                                              | 23                                                              | 21                                                              | 22                                                              | 19                                                              | 17                                                              | 17                                                              | 14                                                              | 9                                                               | 4                                                               | 5                                                               | 6                                                               | 6                                                               | 5                                                               | 10                                                              | 8                                                               | 7                                                               | 6                                                               | 10                                                              | 15                                                              | 24                                                              | 26                                                              |
| Week                                                            | 30                                                              | 31                                                              | 32                                                              | 33                                                              | 34                                                              | 35                                                              | 36                                                              | 37                                                              | 38                                                              | 39                                                              | 40                                                              | 41                                                              | 42                                                              | 43                                                              | 44                                                              | 45                                                              | 46                                                              | 47                                                              | 48                                                              |                                                                 | 49                                                              | 50                                                              | 51                                                              | 52                                                              | 53                                                              |                                                                 | 54                                                              | 55                                                              | 56                                                              |
| Nummer                                                          | 26                                                              | 35                                                              | 34                                                              | 35                                                              | 37                                                              | 40                                                              | 40                                                              | 45                                                              | 52                                                              | 56                                                              | 62                                                              | 66                                                              | 55                                                              | 65                                                              | 73                                                              | 68                                                              | 61                                                              | 65                                                              | 76                                                              | uit                                                             | 97                                                              | 83                                                              | 86                                                              | 88                                                              | 100                                                             | uit                                                             | 96                                                              | 80                                                              | 85                                                              |
| Week                                                            | 57                                                              | 58                                                              | 59                                                              | 60                                                              |                                                                 | 61                                                              |                                                                 |                                                                 |                                                                 |                                                                 |                                                                 |                                                                 |                                                                 |                                                                 |                                                                 |                                                                 |                                                                 |                                                                 |                                                                 |                                                                 |                                                                 |                                                                 |                                                                 |                                                                 |                                                                 |                                                                 |                                                                 |                                                                 |                                                                 |
| Nummer                                                          | 80                                                              | 81                                                              | 81                                                              | 88                                                              | uit                                                             | 95                                                              | uit                                                             |                                                                 |                                                                 |                                                                 |                                                                 |                                                                 |                                                                 |                                                                 |                                                                 |                                                                 |                                                                 |                                                                 |                                                                 |                                                                 |                                                                 |                                                                 |                                                                 |                                                                 |                                                                 |                                                                 |                                                                 |                                                                 |                                                                 |